# Кукаляне
Кука̀ляне (на албански: Kukajan; на сръбски: Кукуљане или Kukuljane) е село, разположено в областта Гора, в община Драгаш (Шар), Косово.

## География
Селото е разположено на юг от общинския център Драгаш.

## История
Васил Кънчов отбелязва през 1900 година Кукален сред селата в Гора, населени от българи мохамедани, наричани торбеши. Броят на къщите е 60.
След Междусъюзническата война селото попада в Сърбия. Според Стефан Младенов в 1916 година Кука̀ляне е българско село с 80 къщи.
На етническата си карта на Северозападна Македония в 1929 година Афанасий Селишчев отбелязва Куколяни като българско село.
Населението през лятото достига 1400 души, а след първи септември остават по-малко от 100 души. Тукашните горани оцеляват икономически чрез гурбет в Белград, Италия, Германия, Австрия.

## Личности
- Рамиз Хюсеини, певец на стари горански песни